# William Bradford (malarz)
William Bradford (30 kwietnia 1823 w Fairhaven, Massachusetts, zm. 25 kwietnia 1892 w Nowym Jorku) – amerykański malarz romantyczny, fotograf, badacz i podróżnik.
Malował pod wpływem artystów związanych z Hudson River School, głównym tematem jego obrazów i fotografii były żaglowce w arktycznej scenerii. W 1873 opublikował w Londynie relację z podróży: The Arctic regions, illustrated with photographs taken on an art expedition to Greenland; with descriptive narrative by the artist.

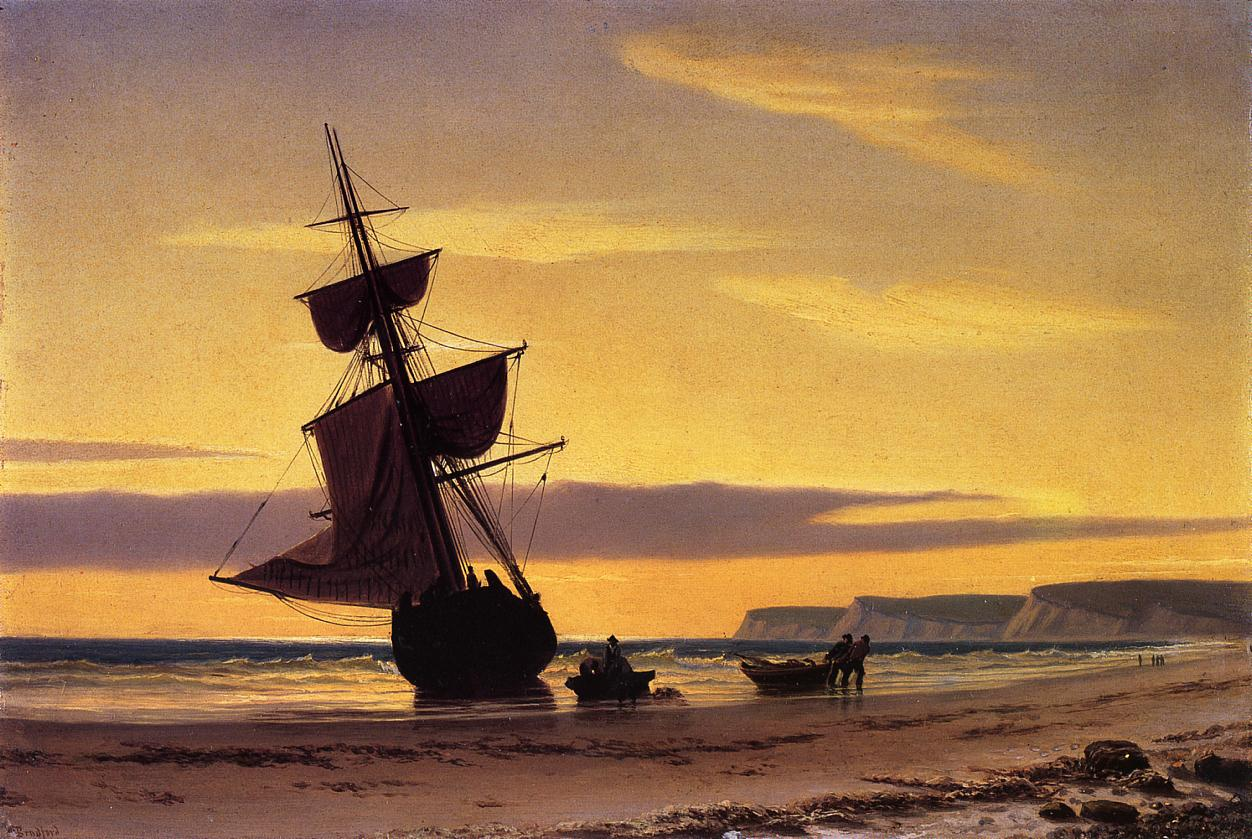
Scena z wybrzeża, 1860
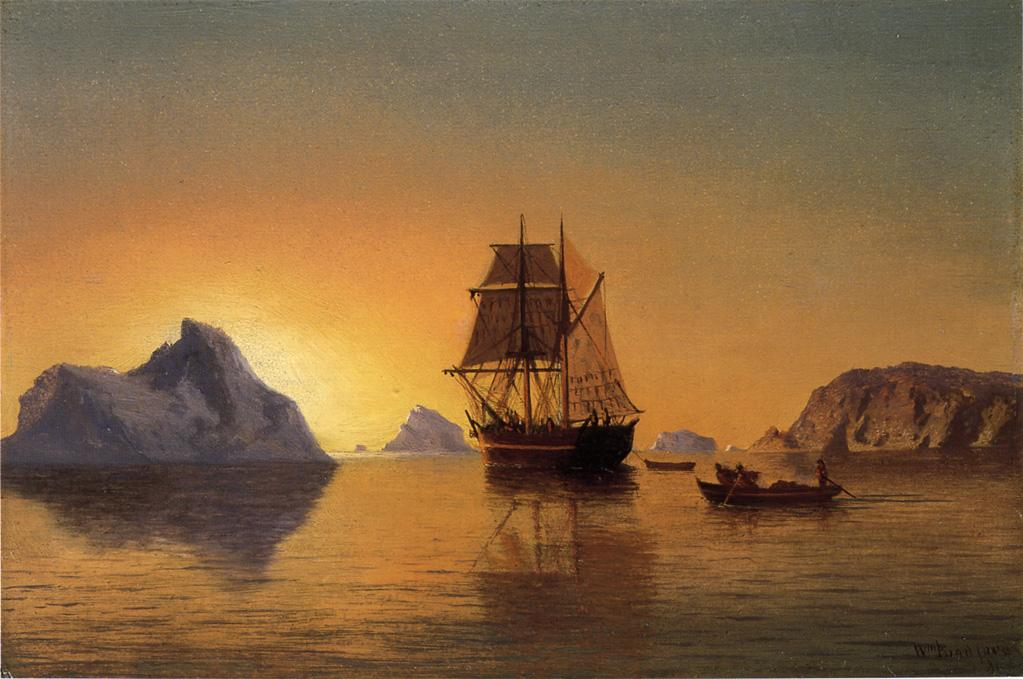
Scena z Arktyki, 1881